# Fillerafsnit
Et fillerafsnit er et afsnit af en tv-serie der ikke bidrager direkte til at bringe den overordnede handling videre. Filler-afsnit betragtes ikke nødvendigvis som værende noget negativt, omend mange serier har oplevet negativt orienteret kritik for brugen heraf. Når producenterne udvikler en tv-serie har de fået bestilling på x antal afsnit, og finder de at der ikke er tilstrækkelig historie til at dække det bestilte antal kan de – blandt andre løsninger – anvende et filler-afsnit.
| Fjernsyn | Spire Denne artikel om et tv-program er en spire som bør udbygges. Du er velkommen til at hjælpe Wikipedia ved at udvide den. |